# Maureen Colquhoun
Maureen Morfydd Colquhoun (12 de agosto de 1928-2 de fevereiro de 2021) foi uma economista britânica e política do Partido Trabalhista. Foi a primeira deputada britânica abertamente lésbica.

## Biografia
Maureen Morfydd Smith nasceu em 12 de agosto de 1928, criou-se num lar politicamente ativo e foi educada numa escola de convento em Eastbourne, East Sussex, e em uma escola comercial em Brighton. Depois seguiu para a London School of Economics e mais tarde trabalhou como assistente de investigação literária. Uniu-se ao Partido Trabalhista em sua adolescência.
Colquhoun desafiou Tonbridge nas eleições gerais de 1970. Atuou como vereadora em Shoreham, West Sussex, de 1971 a 1974. Como a única vereadora mulher de Shoreham naquela época, foi barrada por opositores conservadores que a impediram sentar em qualquer dos comitês da autoridade. Em janeiro de 1970, anulou-se uma decisão do Conselho do Distrito Urbano de Shoreham que impedia sua nomeção como diretora de escola primária, governadora de escola e membro do comitê de biblioteca, com o argumento de que falava demais.

## Trajetória
Colquhoun foi eleita membro do Parlamento (MP) de Northampton North nas eleições gerais de fevereiro de 1974, e identificada com o Tribune Group, exercendo o papel de tesoureira do grupo. Argumentando a favor das creches para as delegadas na conferência trabalhista do ano seguinte, disse em outubro de 1975: "É indignante que tenhamos que pedir isto. O Partido Trabalhista só fala da boca para fora sobre o Dia Internacional da Mulher ... as mulheres veem-se desencorajadas de vir porque não há provisões para seus bebês. Às que sim o fazem, nem sequer se lhes permite levar a suas crianças pequenas à galeria".
Em 1975 apresentou o projeto de lei sobre o equilíbrio dos sexos com o objetivo de exigir a homens e mulheres nos organismos públicos em igual número. Tinha identificado 4.500 postos de trabalho designados por ministros e 174 organismos públicos que eram quase em sua totalidade masculinos. Em seu discurso de apresentação da segunda leitura do projeto de lei, elogiou as mudanças que se tinham realizado no processo de nomeações para a 'lista central' da qual poder-se-iam selecionar candidatos para os organismos governamentais, ainda que duvidava que fosse o suficientemente amplo como para fomentar as solicitações de todos os âmbitos da sociedade. O projeto de lei de paridade de cargos não se converteu em lei.
Em 1976, Colquhoun estava entre os nove parlamentares trabalhistas que defendiam numa carta ao Times uma "política alternativa" sobre Irlanda do Norte, incluída a retirada das tropas britânicas do país. Obteve uma resposta negativa dos membros de seu partido eleitoral, numa área com uma população não branca significativa, por parecer defender a Enoch Powell em janeiro de 1977. "Estou a concluir rapidamente", disse, "que o Sr. Powell, a quem Sempre tinha #achar# que era racista dantes de que entrasse na Câmara dos Comuns, não o é ”. Ela opinava que às vezes era ruim que os membros de seu partido deixassem de escutar o que ela dizia, e que "os verdadeiros fantasmas estão no Partido Trabalhista" que não melhoram as condições da gente nos bairros pobres multirraciaies. Em fevereiro de 1977, lamentou os comentários que tinha feito a seu partido eleitoral, retirou qualquer sugestão de que apoiasse as opiniões de Powell e afirmou seu apoio a uma sociedade multirracial.
Em 1973, divorciou-se de seu marido, o jornalista Keith Colquhoun, com quem tinha três filhos adolescentes. Em seguida, assumiu relacionamento com a editora da revista Sappho, Babs (Barbara) Todd. 
Colquhoun foi retirada do cargo devido à sua sexualidade e suas opiniões feministas; no final de setembro de 1977, membros do Comitê de Gestão Geral de seu partido eleitoral votaram por 23 votos a 18, com uma abstenção, para retirá-la, citando a sua "obsessão por trivialidades como os direitos das mulheres".O presidente do partido local, Norman Ashby, disse na época: "Ela foi eleita como esposa e mãe trabalhadora... este negócio denegriu irremediavelmente sua imagem". “Minha sexualidade não tem nada a ver com minha capacidade de realizar meu trabalho como parlamentar”, insistiu Colquhoun em um artigo para o Gay News em outubro de 1977.
A votação do partido foi anulada em Janeiro de 1978, quando os apoiantes de Colquhoun apelaram ao Comitê Executivo Nacional, que concordou que Colquhoun tinha sido demitida injustamente devido à sua orientação sexual. Colquhoun queria deixar o passado para trás e trabalhar com o seu partido local, mas o Vice-Presidente do Comitê de Gestão Geral disse que achava que isso era impossível, uma vez que muitos membros não estavam dispostos a trabalhar para a reeleição de Colquhoun, cujas perspectivas ele pensava não eram promissores. 
Em 1979, introduziu o Projeto de Lei de Proteção às Prostitutas na Câmara dos Comuns, que não foi aprovado. Nas eleições gerais de 1979, ela perdeu sua cadeira para o conservador Antony Marlow com uma diferença de 8%.

## Últimos anos e morte
Após a derrota de Colquhoun como deputada, trabalhou como assistente de outros deputados trabalhistas na Câmara dos Comuns, e foi eleita membro do conselho municipal de Hackney London, servindo como membro do conselho de 1982 a 1990. Ela e Babs Todd permaneceram juntas até o falecimento de Todd, em 13 de fevereiro de 2020.
Colquhoun mudou-se ao Distrito dos Lagos, onde foi membro da Autoridade do parque nacional do Distrito dos Lagos entre 1998 e 2006. Durante esse tempo, fez campanha pelos limites de velocidade no lago Windermere e argumentou que os membros da autoridade do parque deveriam revelar seu pertence aos masones. Colquhoun também atuou com política local no Conselho de Lakes, no distrito de Ambleside, até maio de 2015, quando foi destituída nas eleições desse ano. Publicou sua autobiografia "Woman in the House" em 1980.